# Musaria kurdistana
Musaria kurdistana är en skalbaggsart som först beskrevs av Ludwig Ganglbauer 1884.  Musaria kurdistana ingår i släktet Musaria och familjen långhorningar.
Artens utbredningsområde är Iran. Inga underarter finns listade i Catalogue of Life.